# Steinbach am Attersee
Steinbach am Attersee je obec v rakouské spolkové zemi Horní Rakousy, v okrese Vöcklabruck. Leží na břehu Atterského jezera.
K 1. lednu 2014 zde žilo 851 obyvatel.